# Bluejean Bop!
| Recensione | Giudizio |
| ---------- | -------- |
| AllMusic   | [ 3 ]    |

Bluejean Bop! è il primo album discografico del cantante di rock and roll statunitense Gene Vincent (l'album è a nome Gene Vincent & His Blue Caps), pubblicato dalla casa discografica Capitol Records nell'agosto del 1956.

## Tracce

### LP
Lato A
1. Bluejean Bop – 2:30 (Gene Vincent, Hal Levy) – Registrato il 26 giugno 1956 al Bradley Film & Recording Studio, Nashville, Tennessee
2. Jezebel – 2:12 (Wayne Shanklin) – Registrato il 24 giugno 1956 al Bradley Film & Recording Studio, Nashville, Tennessee
3. Who Slapped John – 1:56 (Gene Vincent, Sheriff Tex Davis) – Registrato il 26 giugno 1956 al Bradley Film & Recording Studio, Nashville, Tennessee
4. Ain't She Sweet – 2:29 (Jack Yellen, Milton Ager) – Registrato il 25 giugno 1956 al Bradley Film & Recording Studio, Nashville, Tennessee
5. I Flipped – 2:25 (Bobbie Carroll) – Registrato il 26 giugno 1956 al Bradley Film & Recording Studio, Nashville, Tennessee
6. Waltz of the Wind – 2:43 (Fred Rose) – Registrato il 25 giugno 1956 al Bradley Film & Recording Studio, Nashville, Tennessee

Lato B
1. Jump Back, Honey, Jump Back – 1:57 (Hadda Brooks) – Registrato il 27 giugno 1956 al Bradley Film & Recording Studio, Nashville, Tennessee
2. That Old Gang of Mine – 2:30 (Sammy Fain, Irving Kahal, Willie Raskin) – Registrato il 24 giugno 1956 al Bradley Film & Recording Studio, Nashville, Tennessee
3. Jumps, Giggles and Shouts – 2:49 (Gene Vincent, Sheriff Tex Davis) – Registrato il 26 giugno 1956 al Bradley Film & Recording Studio, Nashville, Tennessee
4. Up a Lazy River – 2:21 (Hoagy Carmichael, Sidney Arodin) – Registrato il 25 giugno 1956 al Bradley Film & Recording Studio, Nashville, Tennessee
5. Bop Street – 2:21 (Cliff Gallup, Sheriff Tex Davis) – Registrato il 27 giugno 1956 al Bradley Film & Recording Studio, Nashville, Tennessee
6. Peg O' My Heart – 2:34 (Alfred Bryan, Fred Fisher) – Registrato il 24 giugno 1956 al Bradley Film & Recording Studio, Nashville, Tennessee

### CD
Edizione CD del 2002, pubblicato dalla Capitol Records (72435-40685-2-2)
1. Blue Jean Bop (Gene Vincent, Hal Levy)
2. Jezebel (Wayne Shanklin)
3. Who Slapped John? (Gene Vincent, Sheriff Tex Davis)
4. Ain't She Sweet (Jack Yellen, Milton Ager)
5. I Flipped (Bobbie Carrol, Hicks)
6. Waltz of the Wind (Fred Rose)
7. Jump Back, Honey, Jump Back (Hadda Brooks)
8. Wedding Bells (Are Brooking Up That Old Gang of Mine) (Fain, Kahal, Raskin)
9. Jumps, Giggles, and Shouts (Gene Vincent, Sheriff Tex Davis)
10. Lazy River (Hoagy Carmichael, Sidney Arodin)
11. Bop Street (Cliff Gallup, Sheriff Tex Davis)
12. Peg O' My Heart (Fred Fisher, Alfred Bryan)
13. Woman Love (Jack Rhodes) – Traccia bonus - Singolo lato A pubblicato dalla Capitol Records (# 3450)
14. Be-Bop-A-Lula (Gene Vincent, Sheriff Tex Davis) – Traccia bonus - Singolo lato B pubblicato dalla Capitol Records (# 3450)
15. Race with the Devil (Gene Vincent, Sheriff Tex Davis) – Traccia bonus - Singolo lato A pubblicato dalla Capitol Records (# 3530)
16. Gonna Back Up Baby (Danny Wolfe) – Traccia bonus - Singolo lato B pubblicato dalla Capitol Records (# 3530)
17. Well, I Knocked Him, Bim Bam (Bobbie Carroll) – Traccia bonus - Tratto dall'album Teenage Rock pubblicato dalla Capitol Records (# T-1009)
18. Crazy Legs (Jerry Reed) – Traccia bonus - Singolo lato B pubblicato dalla Capitol Records (# 3617)

Durata totale: 0:00
- Brani: Be-Bop-A-Lula e Race with the Devil, registrati il 4 maggio 1956 al Bradley Film & Recording Studio di Nashville, Tennessee
- Brano: Gonna Back Up Baby, registrato il 25 giugno 1956 al Bradley Film & Recording Studio di Nashville, Tennessee
- Brano: Well, I Knocked Him, Bim Bam, registrato il 27 giugno 1956 al Bradley Film & Recording Studio di Nashville, Tennessee
- Brano: Crazy Legs, registrato il 24 giugno 1956 al Bradley Film & Recording Studio di Nashville, Tennessee[4]

## Musicisti
- Gene Vincent - voce, chitarra
- Gene Vincent - whistle (brano: Ain't She Sweet)

The Blue Caps
- "Galloping" Cliff Gallup - chitarra solista
- "Wee" Willie Williams - chitarra ritmica
- "Wee" Willie Williams - voce (brani: Who Slapped John e Bop Street)
- "Jumpin'" Jack Neal - contrabbasso
- "Be-Bop" Richard Charles Harrell - batteria
- "Be-Bop" Richard Charles Harrell - voce (brani: Be-Bop-A-Lula, Who Slapped John, Bop Street)[4]

## Classifica
Singoli
| Anno | Titolo del brano    | Classifica             | Posizione raggiunta |
| ---- | ------------------- | ---------------------- | ------------------- |
| 1956 | Bluejean Bop        | Official Singles Chart | 16                  |
| 1956 | Be-Bop-A-Lula       | Official Singles Chart | 16                  |
| 1956 | Race with the Devil | Official Singles Chart | 28                  |